# 喀山號攻擊核潛艇
喀山号核潜艇是俄罗斯海军855型核潜艇，2009年开始建造，2017年下水，2021年服役，隶属于俄罗斯北方舰队。2024年6月12日抵达古巴首都哈瓦那进行访问。